# Taťjana Bajevová
Taťjana Bajevová (rusky Татьяна Александровна Баева; 7. února 1947, Norilsk – 6. února 2025) byla ruská disidentka a jedna z účastnic demonstrace na Rudém náměstí v srpnu 1968 proti okupaci Československa.
Narodila se v roce 1947 v Norilsku, kde měl její otec, biolog a lékař Alexandr Bajev, jako bývalý vězeň Gulagu, povoleno bydlet. Později dostal povoleno se s rodinou přestěhovat do Syktyvkaru. V roce 1949 byl znovu zatčen a odsouzen k vyhnanství na Sibiři. S rodinou se přestěhoval do vesnice Nižněšadrino v Krasnojarském kraji, která ležela na břehu Jeniseje, kde otec pracoval jako lékař v místní nemocnici a kde Bajevová prožila své dětství. V roce 1954 bylo otci povoleno přestěhovat se s rodinou do Moskvy, v roce 1957 byl rehabilitován.
V Moskvě Bajevová vystudovala střední školu a poté nastoupila na Právnickou fakultu Moskevské univerzity. V roce 1967 se zapojila do disidentského hnutí (její kamarádka Irina se znala s Nataljí Gorbaněvskou), mj. sbírala podpisy pod prohlášení na podporu politickým vězňům a pomáhala rodinám uvězněných. Za tyto aktivity byla v roce z fakulty vyloučena, získala však zaměstnání v Ústavu historie a archivnictví.
Po Invazi vojsk Varšavské smlouvy do Československa se dověděla o chystané demonstraci, která se konala 25. srpna 1968, a rozhodla se jí zúčastnit. Spolu o ostatními účastníky byla zatčena. Ti jí před výslechem přesvědčili, aby vzhledem ke svému nízkému věku (21 let) vypověděla, že se na demonstraci ocitla náhodou s celou akcí nemá nic společného, čímž by se uchránila od následných represí. Bajevová tak učinila a po noční domovní prohlídce byla propuštěna a trestní stíhání proti ní bylo zastaveno. Za týden však byla propuštěna ze zaměstnání v Ústavu historie a archivnictví.
Zůstala i nadále aktivní v disidentském hnutí, mj. v roce 1969 podepsala prohlášení k výročí invaze do Československa nebo v roce 1976 podepsala petici na podporu Sergeje Kovaljova. Několikrát byla zatčena, vyslýchána a podrobena domovním prohlídkám. V letech 1968, 1972, 1974 a 1979 dostala upozornění, aby svých „protisovětských“ aktivit zanechala.
V roce 1992 emigrovala do USA. V roce 2018 při příležitosti 50. výročí demonstrace spolu s Pavlem Litvinovem a Viktorem Fajnbergem navštívila Prahu, mj. všichni společně ocenění Gratias agit od ministra zahraničních věcí.